# Gouviães
Gouviães est une ancienne paroisse civile portugaise (en portugais : freguesia) de la municipalité de Tarouca dans le district de Viseu.
La loi no 11-A/2013 du 28 janvier 2013, portant réorganisation administrative du territoire des freguesias, fusionne Gouviães avec la paroisse voisine d'Ucanha pour former l’União das freguesias de Gouviães e Ucanha (dont le siège est à Gouviães).